# Ryszard Konopka
Ryszard Konopka h. Nowina (ur. 3 kwietnia 1893 w Głogoczowie, zm. 13 września 1958 w Krakowie) – kapitan artylerii Wojska Polskiego, kawaler Orderu Virtuti Militari.

## Życiorys
Urodził się 3 kwietnia 1893 w Głogoczowie, w ówczesnym powiecie myślenickim Królestwa Galicji i Lodomerii 30 czerwca 1911 zakończył naukę w klasie VIIIb c. k. Gimnazjum III w Krakowie ze zdanym egzaminem dojrzałości. W 1912, po ukończeniu rocznego kursu w Wyższej Szkole Handlowej w Berlinie, wrócił do Krakowa i praktykował w firmie handlowo-rolniczej swojego ojca. Równocześnie uczył się w krakowskiej Akademii Handlowej na kursie dla abiturientów. W 1913 wyjechał do Stanów Zjednoczonych, gdzie odbywał praktyki w Lincoln.
1 sierpnia 1914 został powołany do cesarskiej i królewskiej armii w charakterze jednorocznego ochotnika. W czasie I wojny światowej walczył w szeregach 5 pułku haubic polowych (późniejszego 105 pułku artylerii polowej). Na stopień podporucznika rezerwy został mianowany ze starszeństwem z 1 stycznia 1916 w korpusie oficerów artylerii polowej i górskiej. 16 czerwca 1918 na froncie włoskim, w walkach nad Brentą, został ciężko ranny w szyję.
1 listopada 1918, razem z bratem Julianem, został przyjęty do Wojska Polskiego z byłej armii austro-węgierskiej, z zatwierdzeniem posiadanego stopnia porucznika i przydzielony do 1 pułku ciężkiej artylerii polnej. 25 stycznia 1919 na czele 1 baterii 1 pułku artylerii ciężkiej przybył transportem kolejowym z Krakowa do Cieszyna i wziął udział w walkach z Czechami. 25 kwietnia 1921 dowódca III Brygady Artylerii, podpułkownik Stanisław Miller sporządził wniosek na odznaczenie orderem „Virtuti Militari”, w którym napisał między innymi:

Podczas akcji w obronie Śląska Cieszyńskiego odznaczył się wybitnie por. Ryszard Konopka, dowódca baterii 1/1 pac (późniejszy 3 pac), która jako jedna z pierwszych polskich baterii została zorganizowaną w przeciągu kilku dni. Por. Konopka tak osobistym, brawurowym zachowaniem się, jak też bardzo dodatnim wpływem na swych podwładnych, w szczególności zaś ogromnie skuteczną działalnością swej baterii, przyczynił się decydująco do utrzymania linii obronnej w rejonie Skoczowa (...) Por. Konopka od pierwszej chwili powstania Państwa Polskiego wstąpił w szeregi obrońców ziemi ojczystej. Przebył również kampanię pod Lwowem i majową ofensywę w roku 1919 z pod Chyrowa aż pod Stanisławów, odznaczając się przy każdej sposobności tak osobistym męstwem jak i brawurową działalnością swojej baterii oraz najlepszym wpływem na swoich podkomendnych. Ten rzadkich cnót żołnierskich oficer zasługuje w całej pełni i bez zastrzeżeń na jak największe uznanie.

Wniosek został poparty przez byłego dowódcę Frontu Śląskiego, generała porucznika Franciszka Latinika. Następnie walczył z Ukraińcami pod Rawą Ruską i Lwowem. 7 czerwca 1919 został przeniesiony do baterii zapasowej 6 pułku artylerii ciężkiej w Krakowie na stanowisko dowódcy baterii szkolnej. 19 stycznia 1921 został zatwierdzony z dniem 1 kwietnia 1920 w stopniu porucznika, w artylerii, w grupie oficerów byłej armii austro-węgierskiej. 1 czerwca 1921 pełnił służbę w 6 dywizjonie artylerii ciężkiej. Na początku 1922 został zdemobilizowany i przydzielony w rezerwie do 5 pułku artylerii ciężkiej w Krakowie. 8 stycznia 1924 został zatwierdzony w stopniu kapitana ze starszeństwem z 1 czerwca 1919 i 619. lokatą w korpusie oficerów rezerwy artylerii. W 1934, jako oficer rezerwy pozostawał w ewidencji Powiatowej Komendy Uzupełnień Tarnów i nadal posiadał przydział w rezerwie do 5 pułku artylerii ciężkiej.
Po zwolnieniu z wojska objął kierownictwo firmy „Pług” Dom Komisowy Rolniczy Stefan Konopka w Krakowie. W 1924 został jej właścicielem. W 1931, z powodu wielkiego kryzysu w Polsce, zmuszony był zlikwidować interes. W 1933 pozostawał bez pracy. Mieszkał w Krakowie przy ulicy Garncarskiej 1. W latach 1949–1956 był poddany kontroli operacyjnej przez organa bezpieczeństwa publicznego w Krakowie.

## Życie prywatne
Był synem Stefana (1861–1925), właściciela dóbr Głogoczów, i Marii z Finków h. własnego (1869–1938). Rodzeństwo Ryszarda Konopki stanowili bracia: Julian (1891–1947), kapitan artylerii rezerwy, Marian (1896–1959), Stanisław (1899–1970), Krzysztof (ur. 1901), Zbigniew (1903–1961), Jacek (1905–1941) i Hieronim (1907–1994) oraz siostra Stefania (1894–1985). 
20 września 1919 w Krakowie ożenił się z Różą ze Strzyżowskich h. Gozdawa (1900–1970), z którą miał czworo dzieci: Marka (ur. 1921), Marię Antoninę (1923–1984), zamężną z Andrzejem Potockim, Andrzeja (1925–1989) i Pawła (1939–2007).
Zmarł 13 września 1958 w Krakowie i został pochowany na cmentarzu komunalnym w Głogoczowie (sektor 2, rząd 4, grób 8).

## Ordery i odznaczenia
- Krzyż Srebrny Orderu Wojskowego Virtuti Militari nr 7297 – 17 maja 1922[27][5][28]
- Krzyż Walecznych[5]
- Krzyż za Obronę Śląska Cieszyńskiego I klasy[29][30][5]
- Krzyż Obrony Lwowa[5]
- Medal Pamiątkowy za Obronę Śląska Cieszyńskiego[31][5]
- Odznaka pamiątkowa „Orlęta”[5]

austro-węgierskie
- Brązowy Medal Zasługi Wojskowej z mieczami na wstążce Krzyża Zasługi Wojskowej[7]
- Srebrny Medal Waleczności 1 klasy[7]
- Srebrny Medal Waleczności 2 klasy[7]
- Krzyż Wojskowy Karola[7]